# Суперагент Макгрубър
„Суперагент Макгрубър“ (на английски: MacGruber) е щатска екшън комедия от 2010 г., базиран на едноименния скеч от „На живо в събота вечер“, който е сама по себе си пародия на екшън-приключенския сериал „Макгайвър“. Джорма Таконе от комедийното трио „Самотният остров“ режисира филма, и участват Уил Форте, Кристен Уиг, Райън Филипи, Вал Килмър, Мая Рудолф и Джорма Таконе. Филмът е пуснат на 21 май 2010 г.

## Актьорски състав
| Актьор           | Роля                    |
| ---------------- | ----------------------- |
| Уил Форте        | Суперагент Макгрубър    |
| Кристен Уиг      | Вики Глория Елмо        |
| Райън Филипи     | Лейтенант Диксън Пайпър |
| Вал Килмър       | Дийтър Вон Кънт         |
| Мая Рудолф       | Кейси Джанин Фицпатрик  |
| Пауърс Бут       | Полковник Джим Фейт     |
| Тимъти Мърфи     | Константин Бах          |
| Крис Джерихо     | Франк Корвър            |
| Ем Ви Пи         | Върнън Фрийдъм          |
| Великия Кали     | Тъг Фелпс               |
| Грамадата        | Брик Хюз                |
| Марк Хенри       | Тут Биймър              |
| Кейн             | Танкър Лъц              |
| Рис Койро        | Йерик Новиков           |
| Анди Маккензи    | Хос Бендър              |
| Кевин Скоусен    | Сенатор Гарвър          |
| Джаспър Коул     | Зийк Плешет             |
| Брандън Трост    | Гаджето на Брик         |
| Джейсън Трост    | Пушещият пазач          |
| Крис Китинджър   | Мъж в смокинг           |
| Амаре Студемайър | Себе си                 |

## В България
В България филмът е издаден на DVD от 19 декември 2011 г. от „Тандем Видео“.